# Boniface Alexandre

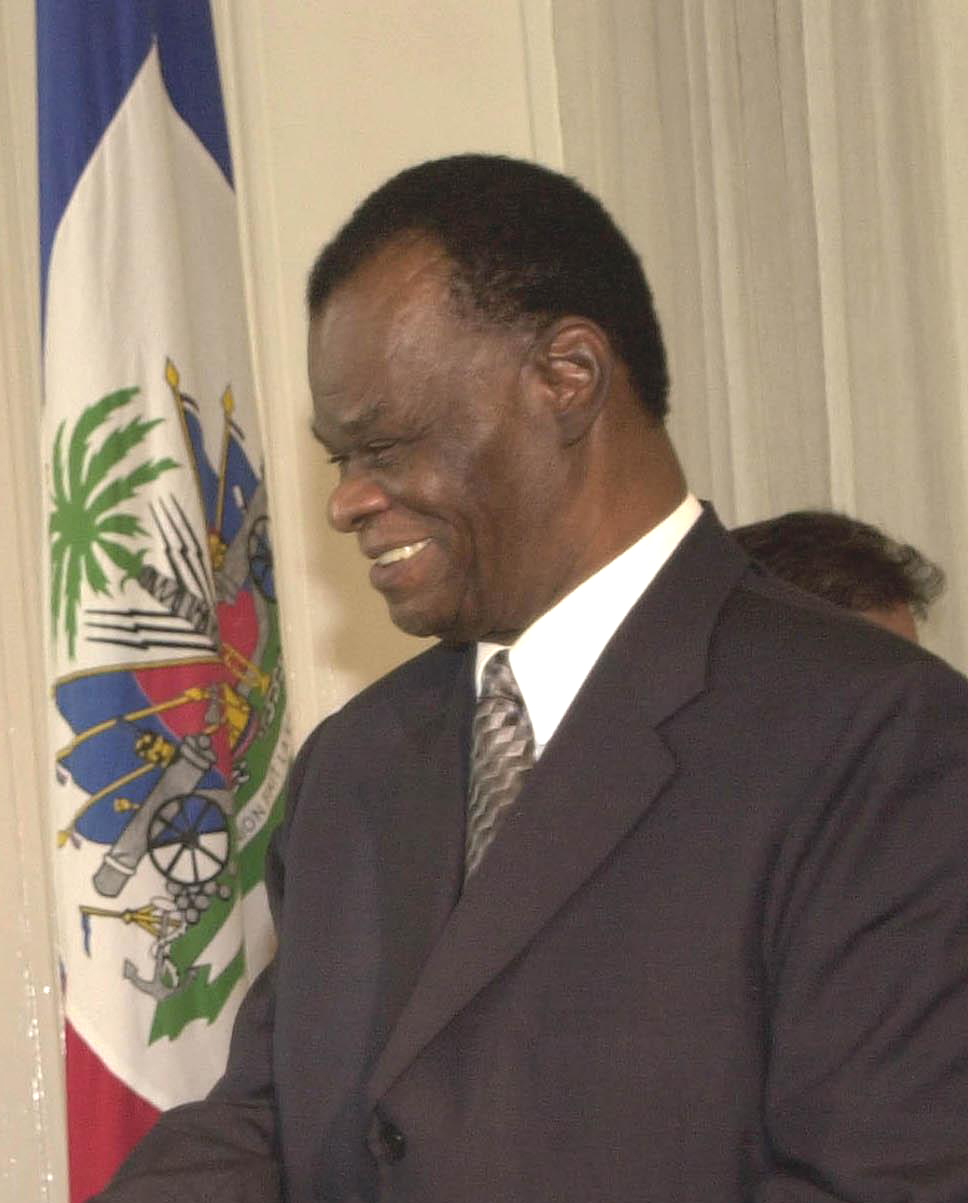
Boniface Alexandre, 2004

Boniface Alexandre (* 31. Juli 1936 in Ganthier; † 4. August 2023 in Port-au-Prince) war ein haitianischer Richter, Politiker und Präsident von Haiti.

## Biografie

### Studium und berufliche Laufbahn
Alexandre absolvierte nach dem Schulbesuch ein Studium der Rechtswissenschaften und erhielt dabei insbesondere die Unterstützung seines Onkels, des Juristen und späteren Premierministers Martial Célestin. Nach Abschluss seines Studiums war er fünfundzwanzig Jahre als Rechtsanwalt in der Kanzlei Cabinet Lamarre tätig, wo er sich als Fachanwalt für Wirtschaftsverträge und Scheidungsverfahren spezialisierte.
1990 erfolgte seine Berufung zum Richter am Obersten Gericht (Cour suprême). Im Juni 2001 ernannte ihn Präsident Jean-Bertrand Aristide dann zum Präsidenten des Obersten Gerichts. Als solcher erwarb er sich den Ruf eines angesehenen Richters innerhalb eines als korrupt betrachteten Rechtssystems. Darüber hinaus trat er als Oberster Richter für die Bekämpfung von Korruption und Inkompetenz in den Gerichten ein. Neben seiner Tätigkeit als Richter war er auch als Professor der Rechtswissenschaften an der Université d’État d’Haïti in Port-au-Prince tätig.
Am 25. April 2003 wurde er zum Ehrenbürger von Lafayette, Louisiana ernannt.

### Amtierender Präsident von Haiti von 2004 bis 2006
Nach der Absetzung und der Flucht von Präsident Aristide wurde er aufgrund der Verfassung von Premierminister Yvon Neptune in den frühen Morgenstunden des 29. Februar 2004 zum amtierenden Präsidenten vereidigt.
Obgleich er dieses Amt übernahm, sah Artikel 149 der haitianischen Verfassung seine Bestätigung durch das Parlament vor, das jedoch seit Januar 2004 keine Sitzung mehr hatte, da die Wahlzeit der meisten Abgeordneten beendet war. Nach der Verfassung war zudem die Abhaltung von Neuwahlen nach 45 Tagen bis zum Ablauf von 90 Tagen nach dem Rücktritt des Amtsinhabers vorgesehen, wobei ihm als amtierenden Präsidenten jedoch eine eigene Kandidatur untersagt war. Darüber hinaus drückte er seinen persönlichen Unwillen zum Verbleib im Amt des amtierenden Präsidenten über diese verfassungsmäßige Höchstzeit aus, nachdem auch der erst am 10. März 2004 durch ihn ernannte amtierende Premierminister Gérard Latortue nicht länger im Amt verbleiben wollte.
Obwohl Alexandre enge Beziehungen zum früheren Präsidenten Aristide hielt, gehörte er nicht dessen Parti Lavalas („Lodernde Flut“) an.
Kurz nach seiner Ernennung zum amtierenden Präsidenten warfen ihm politische Gegner Aristides zu enge Beziehungen zum vorherigen System vor und dass er als Präsident des Obersten Gerichts nicht aktiv genug war, um die Unabhängigkeit des Obersten Gerichts von der Exekutive zu erklären.
Eine seiner ersten Tätigkeiten als Präsident war die Einreichung einer offiziellen Anfrage beim Sicherheitsrat der Vereinten Nationen zur Entsendung einer multinationalen UN-Schutztruppe zur Herstellung der öffentlichen Ordnung in Haiti, die vom UN-Sicherheitsrat kurz darauf gewährt wurde.
Obwohl die Rebellenführer wie Guy Philippe ihre Bereitschaft zur Zusammenarbeit mit Präsident Alexandre erklärten, sahen insbesondere US-amerikanische Politiker seine Rolle bei der Lösung des Konflikts in Haiti als untergeordnet und seine Regierung lediglich als Übergangsregierung an.
In seiner ersten Rede als Präsident nach seiner offiziellen Amtseinführung am 8. März 2004 forderte er eine nationale Aussöhnung, die Begründung eines Klimas des Friedens und der Sicherheit für alle und eines Notfallplans zur Bekämpfung von Hunger, Armut und Krankheit. Im Dezember 2005 kam es zu mehrtägigen blutigen Studentenprotesten während des Staatsbesuchs des Präsidenten der Dominikanischen Republik, Leonel Fernández, wegen der Behandlung der haitianischen Flüchtlinge in dem Nachbarstaat.
Nach den dann tatsächlich erst im Februar 2006 durchgeführten Präsidentschaftswahlen übergab er das Amt des Präsidenten am 14. Mai 2006 an den Wahlsieger, den früheren Präsidenten René Préval.